# Terremoto de Idrija de 1511
El terremoto de Idrija de 1511 se produjo el 26 de marzo de 1511 con una intensidad máxima de Mercalli de X. El epicentro se produjo en los alrededores de la localidad de Idrija en la actual Eslovenia, aunque algunos lo sitúan entre 15 y 20 kilómetros al oeste, entre Gemona y Pulfero en Eslovenia friulana. El terremoto afectó a un amplio territorio entre Carintia, Friul, la actual Eslovenia y Croacia. Se estima que murieron entre doce y quince mil personas y los daños se consideraron graves. El terremoto se sintió incluso en Suiza y en la actual Eslovaquia. Varios castillos e iglesias fueron arrasados en una amplia zona desde el noreste de Italia hasta el oeste de Croacia. Entre los edificios destruidos se encuentran los castillos de Údine y Škofja Loka, el monasterio de los Caballeros Teutónicos en Liubliana; la catedral de Zagreb resultó gravemente dañada. Blaž Raškaj, comandante de la fortaleza de Jajce, en la Bosnia moderna, informó a los estados húngaros que el terremoto había dañado gravemente las fortificaciones.
La reconstrucción de los edificios destruidos en las décadas siguientes se considera la línea divisoria entre la arquitectura gótica y la renacentista en la historia del arte de los Alpes orientales.